# تفاصيل دوار إنجما
هذه المقالة تحتوي معلومات تفصيلية عن الدَّوارات المستخدمة في آلة إنيجما.
من أجل فهم الآلية التي تعمل بها الآلة في تعمية الرسائل، يجب الأخذ بعين الاعتبار الموضع الحالي للدَّوار، وإعدادات الحلقة، والتوصيلات الداخلية للآلة.

## التصميم الفيزيائي للدَّوار

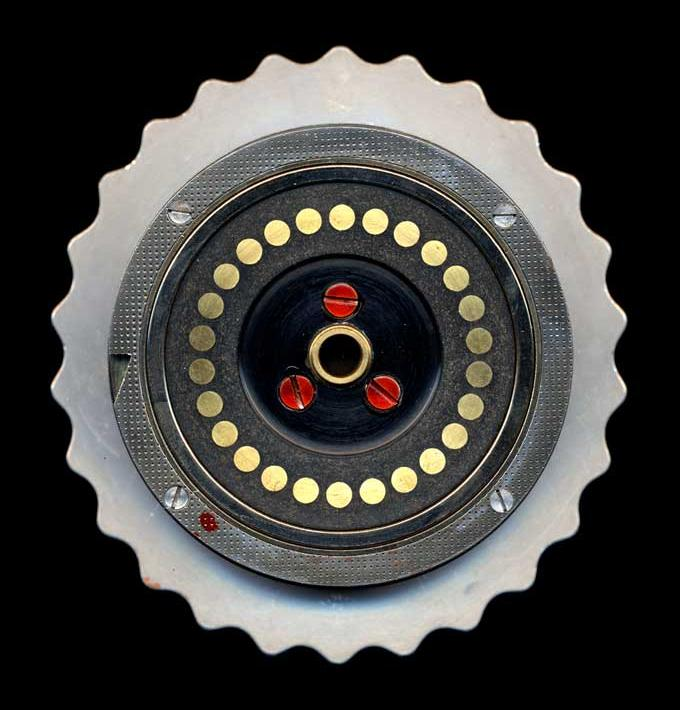
الطرف اليسار لدَّوار الإنجما يظهر النقاط الكهربائية. يظهر بروز تدوير على الطرف الأيسر لحافة الدَّوار.

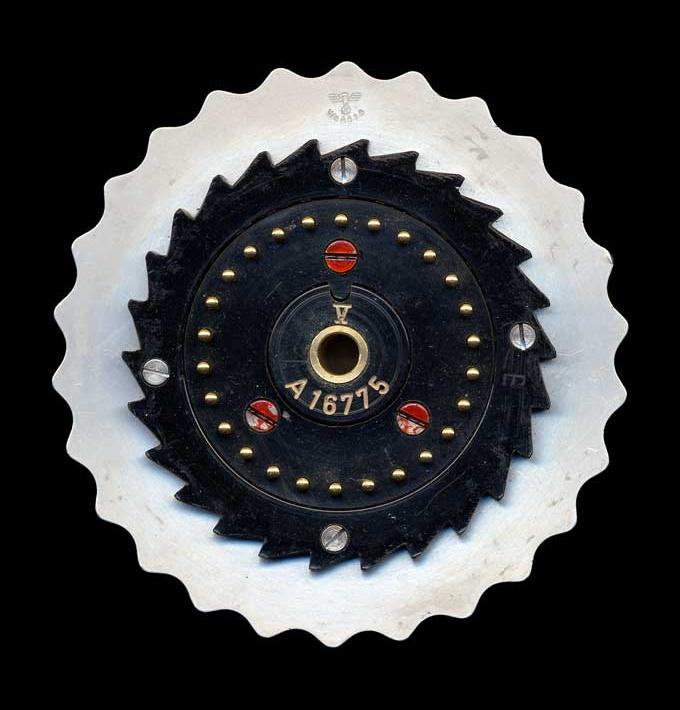
الطرف اليميني من الدَّوار، يظهر نقاط الاتصال الكهربائية. الحرف الروماني V (يمثل الرقم خمسة) يعرف كيفية توصيل هذا الدَّوار.

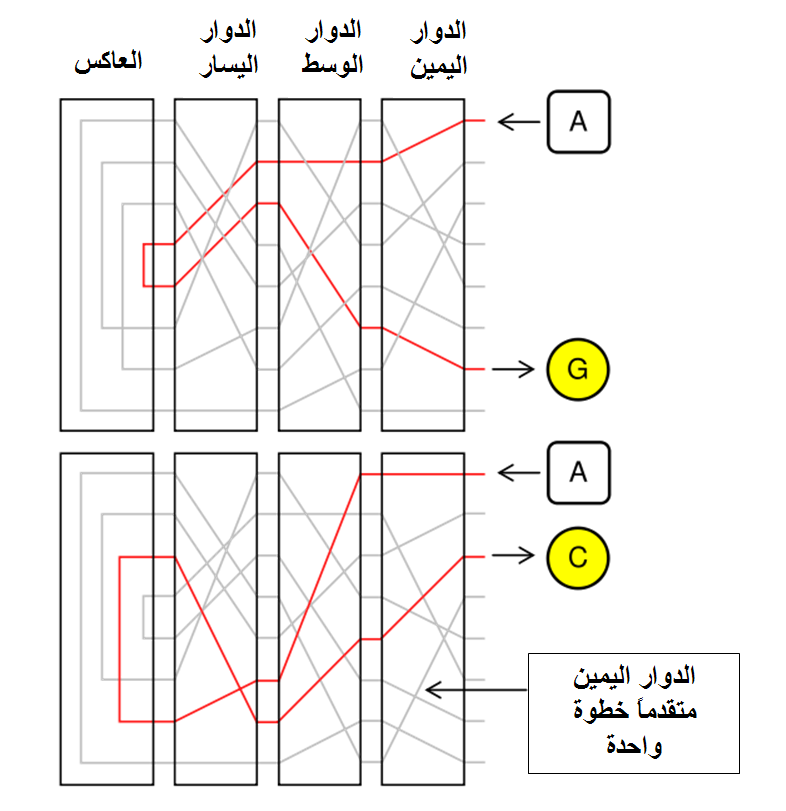
مخطط التوصيل: تعمية حرفين متتابعين بآلة إنيجما، يمر التيار عبر مجموعة الدوّارات، ثم العاكس، ثم يعود التيار مارًا عبر الدوّارات مرة أخرى. تمثل الخطوط الرمادية إمكانية أخرى لمسلك الدارة الكهربائية في كل دوّار. يشفّر الحرف A بشكل مختلف مع كل خطوة للدوّار، أولاً الحرف G، ثم الحرف C. حيث أن خطوة واحدة للدوّار اليميني أعطت مسار مختلف تمامًا للدارة الكهربائية.

## حركة الدّوار
من أجل فهم تأثير الدوران على عمل الدّوار سنستخدم مثالاً توضيحياً.
لنأخذ الدوار I بدون أي إعدادات للحلقة. يكون الحرف A مشفرًا على أنه الحرف E، الحرف B مشفرًا على أنه الحرف K والحرف K مشفرًا على أنه الحرف N. لاحظ أن كل حرف يتم تشفيره إلى حرف آخر. في حال استخدام العواكس، حيث الحرف A سيعيد الحرف Y والحرف Y سيعيد الحرف A، أي أن التوصيلات هي على شكل حلقة مغلقة بين الحرفين.
عندما يتحرك الدّوار، يجب أخذ هذه الحركة بعين الاعتبار من أجل معرفة خرج الآلة.
إذا كان الدّوار على سبيل المثال في الموقع B يدخل الحرف A عند الحرف B الذي يكون متصلاً معK. وبسبب انتقال الدّوار فإن إدخال الحرف K سيكون في الحرف J.